# Seiji Ogawa

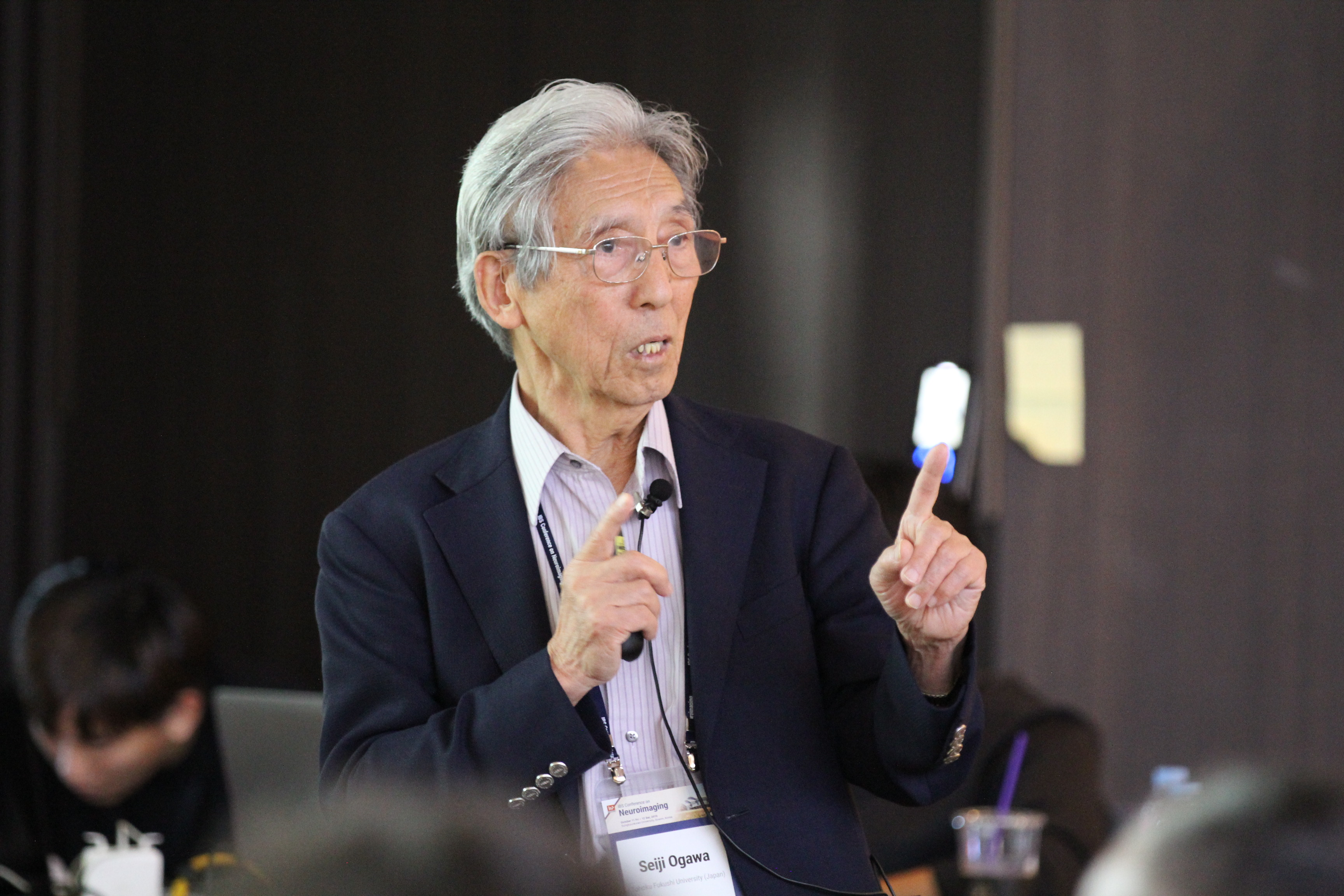
Seiji Ogawa 2019

Seiji Ogawa (jap. 小川 誠二, Ogawa Seiji; * 19. Januar 1934) ist ein japanischer Biophysiker. Er ist einer der Pioniere der funktionellen Magnetresonanztomographie (fMRI).

## Leben
Ogawa erwarb 1957 an der Universität Tokio in Tokio, Japan, einen Bachelor in angewandter Physik. Von 1962 bis 1964 arbeitete er als Forschungsassistent am Labor für Strahlungsforschung des Mellon Institute in Pittsburgh, Pennsylvania. 1967 erwarb Ogawa an der Stanford University in Stanford, Kalifornien, einen Ph.D. in Chemie und blieb dort auch als Postdoktorand. 1968 wechselte Ogawa an die Bell Laboratories in Murray Hill, New Jersey, wo er seine wichtigsten Forschungsarbeiten erbrachte. 2001 ging er als Direktor des Labors für Hirnfunktionsforschung an die Hamano Life Science Research Foundation in Tokio.

## Wirken
Ogawa legte die Grundlagen für eine nicht-invasive, strahlungsfreie bildliche Darstellung physiologischer und funktioneller Prozesse, insbesondere des Gehirns, als er auf der Suche nach physiologischen Signaländerungen in der Magnetresonanztomographie den BOLD-Kontrast entdeckte, bei dem sich desoxygeniertes Hämoglobin als Kontrastmittel nutzen lässt. Die daraus entstandenen Verfahren der funktionellen Magnetresonanztomographie (fMRI) und der suszeptibilitätsgewichteten Bildgebung sind die Grundlage zahlreicher Forschungen und klinischer Anwendungen in Biologie, Neurobiologie, Psychologie und Neurologie.
Weitere Verdienste Ogawas liegen in den kernspinresonanzspektroskopischen In-vivo-Untersuchungen der Beziehung von Struktur und Funktion von Proteinen, des Zellstoffwechsels und der Enzymkinetik.

## Auszeichnungen (Auswahl)
- 1996 Biological Physics Prize der American Physical Society[1]
- 1999 Asahi-Preis
- 2003 Japan-Preis[2]
- 2003 Gairdner Foundation International Award[3]
- 2008 Olli V. Lounasmaa Memorial Prize der Aalto-Universität Helsinki[4]
- 2017 Keio Medical Science Prize